# Georgetown (condado de Lancaster)
Georgetown es un lugar designado por el censo ubicado en el condado de Lancaster en el estado estadounidense de Pensilvania. En el año 2010 tenía una población de 1.022 habitantes.

## Geografía
Georgetown se encuentra ubicado en las coordenadas 39°56′15″N 76°5′3″O / 39.93750, -76.08417.. Según la Oficina del Censo de los Estados Unidos, Georgetown tiene una superficie total de 4,07 mi² (10,5 km²), de la cual 4,07 mi² (10,5 km²) corresponden a tierra firme y 0 mi² (0 km²) es agua.